# Горба Василь Дементійович
Васи́ль Деме́нтійович Го́рба (1904  — 1978 ) — український радянський і партійний діяч. Депутат Верховної Ради УРСР 1-го скликання (1941–1947).

## Біографія
Народився 1904 року. Трудову діяльність розпочав у чотирнадцятирічному віці учнем слюсарно-ковальського цеху Жмеринських залізничних майстерень Подільської губернії.
У 1920–1922 роках — у Червоній армії, учасник бойових дій проти польських військ, військ УНР та повстанських загонів генерала Тютюнника, отамана Сокола та інших. У 1922–1923 роках — стрілець Жмеринської повітової надзвичайної комісії (ЧК).
У 1923 році працював слюсарем у залізничних майстернях. Наприкінці 1923 року був направлений Ніжинським окружним комітетом КП(б)У на навчання до радянської партійної школи.
Член ВКП(б) з 1924 року.
Був секретарем партійного осередку, пропагандистом Конотопського окружного комітету КП(б)У. Працював слюсарем Шосткинського заводу на Сумщині, одночасно виконував обов'язки секретаря партійного осередку заводу.
У 1929–1930 роках — член Глухівської окружної контрольної комісії КП(б)У, голова комісії із чистки апарату партії. До 1934 року — на відповідальній роботі в органах робітничо-селянської інспекції УСРР.
У 1934–1936 роках — заступник секретаря Онуфріївського районного комітету КП(б)У Харківської області. У 1936–1938 роках — 1-й секретар Онуфріївського районного комітету КП(б)У Харківської (з 1937 року — Полтавської) області.
У 1938–1939 роках — 1-й секретар Коростенського районного комітету КП(б)У Житомирської області.
У вересні 1939–1940 роках — завідувач організаційно-інструкторського відділу Львівського обласного комітету КП(б)У. У 1940 році — 1-й секретар Перемишлянського районного комітету КП(б)У Львівської області.
У липні — серпні 1940 року — 1-й секретар Аккерманського повітового комітету КП(б)У.
У серпні 1940 — липні 1941 року — 2-й секретар Аккерманського (Ізмаїльського) обласного комітету КП(б)У.
У 1941–1943 роках — начальник Політичного управління, заступник народного комісара радгоспів Російської РФСР.
У червні 1944 – жовтні 1945 року — 1-й секретар Ізмаїльського обласного комітету КП(б)У.
У жовтні 1945 – травні 1946 року — 2-й секретар Ізмаїльського обласного комітету КП(б)У.
У 1946–1951 роках — керуючий Станіславського спиртового тресту Станіславської області. У 1951–1960 роках — директор Кіровоградського жиркомбінату Кіровоградської області.
З 1960 року — на пенсії. Помер 1978 року.

## Нагороди
- орден Вітчизняної війни ІІ ст. (1.02.1945)
- ордени
- медаль «За оборону Одеси»
- медаль «За перемогу над Німеччиною у Великій Вітчизняній війні 1941—1945 рр.» (1945)
- медаль «20 років перемоги у Великій Вітчизняній війні 1941—1945 рр.» (1965)
- медаль «В ознаменування 100-річчя з дня народження Володимира Ілліча Леніна» (1970)
- медаль «30 років перемоги у Великій Вітчизняній війні 1941—1945 рр.» (1975)